# Spike VGX 2013
Spike Video Game eXtreme 2013 (também chamado de Spike VGX, VGX 2013 ou simplesmente VGX) foi a 11ª cerimônia de celebração de jogos eletrônicos realizado pela Spike TV, homenageando os jogos lançados em 2013, sendo o primeiro e último com um novo nome e formato de "VGX", ao invés do tradicional Spike Video Game Awards.
Foi produzido por Geoff Keighley da GameTrailers e Pete Diobilda da Spike, marcando a primeira vez em anos que o premiado produtor Mark Burnett não participa da criação do evento. Assim como nos VGAs 2011 e 2012, a cerimônia foi dirigida por Joe DeMaio, também da Spike. Diferente de anos anteriores, o evento não teve um palco ou local fixo, sendo uma cerimônia nos estúdios da MTV, com o nome 'Spike Video Game Awards' sendo alterado para VGX. O propósito e significado do novo nome é de enfatizar a nova geração de jogos eletrônicos.
A celebração teve como anfitrião e apresentador principal o ator e comediante americano Joel McHale, com Keighley sendo o co-apresentador de todo o evento ao lado de McHale. Assim como nos anos anteriores, houve um Pré-show com dez minutos de informações para Thief, mas por conta do novo formato do evento, não houve entrevistas ao vivo no Tapete vermelho.
Seguindo o modelo de duração estendida iniciado no Spike VGAs 2011, o VGX foi a cerimônia de jogos eletrônicos da Spike com o maior tempo de transmissão, ultrapassando as 3 horas. Grand Theft Auto V ganhou o prêmio de Jogo do Ano, enquanto The Last of Us levou o maior número de prêmios, com quatro no total. Após a recepção negativa ao novo formato do evento e as polêmicas envolvendo a transmissão do VGX, a Spike decidiu encerrar o Video Game Awards, com a edição de 2013 sendo a última.

## Apresentação
Após críticas em anos anteriores devido ao formato muito "business" e polêmico dos últimos Spike Video Game Awards, onde acabou transparecendo que o evento era uma alternativa da indústria de jogos eletrônicos para ter seu próprio MTV Video Music Awards ao invés de ser um Oscar dos jogos, a Spike decidiu reinventar todo o modelo da transmissão, desde como fica sua apresentação até sua duração, cortando principais custos como de alugar um teatro inteiro de Los Angeles, e decidindo por fazer uma transmissão pré-gravada em um estúdio menor.
Devido essas mudanças mais críticas, também foi alterado o título do evento como um todo, onde deixou de ser Video Game Awards (VGAs) para dar lugar a sigla VGX, onde representa "Video GameX", segundo Erik Flannigan, vice-presidente executivo Viacom Entertainment Group, dona da Spike. O evento apresentou demos estendidas de jogos de próxima geração, entrevistas individuais e "um ambiente de estúdio mais íntimo". A mudança veio de acordo com a estreia dos consoles Xbox One e PlayStation 4, para representar a nova geração do Spike VGA, sob o nome 'VGX: The Next Generation of Video Game Awards.' Isso gerou num evento com a duração estendida de 3 horas, maior do que todos os Spike VGAs anteriores.
O VGX 2013 foi ar em 7 de dezembro de 2013, sendo apresentado pelo famoso e premiado ator e comediante americano Joel McHale, com Geoff Keighley da Game Trailers atuando como co-apresentador durante todo o evento. Devido ao novo formato do evento, não houve um momento dedicado a entrevistas no Tapete vermelho (Red carpet), com o co-apresentador Daniel Kayser fazendo uma entrevista dentro do estúdio Eidos Montreal para falar de seu próximo jogo, Thief, no pré-show da cerimônia.
Pela primeira vez, o VGAs não foi ao ar na Spike TV, canal onde o evento nasceu e foi transmitido exclusiva. Em vez disso, a celebração do VGX foi ao ar em formato ao vivo no Xbox One, Xbox 360, PlayStation 3, Twitch, Steam, iOS, Android, bem como nos sites da GameTrailers, MTV, MTV2, Spike.com e Comedy Central. Foi assistido por mais de 100 países, com o total de 1,1 milhão de telespectadores. Também marcou a primeira vez em muito tempo que o premiado produtor e ganhador do Emmy Mark Burnett não atuou na produção do evento, enquanto Joe DeMaio continuou na função de diretor da cerimônia.

### Anúncios de jogos
Como em eventos anteriores, o evento contou com o anúncio de vários jogos, além de novidades para títulos já anunciados como Titanfall, Thief, Quantum Break, South Park: The Stick of Truth, Broken Age, Dying Light, Tom Clancy's The Division e The Witcher 3: Wild Hunt.
Os anúncios de novos jogos foram:
- Agents of Storm
- Game of Thrones
- No Man's Sky
- Tales from the Borderlands
- Tomb Raider: Definitive Edition

## Vencedores e indicados
Os nomeados foram anunciados oficialmente em 18 de novembro de 2013. Jogos elegíveis teriam de ter lançado entre janeiro de 2013 de até 23 de novembro de 2013. Com exceção do "Jogo Mais Aguardado" votado pelos fãs, "Personagem do Ano" e algumas outras categorias não anuais, os indicados e vencedores do prêmio são votados por um conselho consultivo, composto por mais de 20 jornalistas de vários meios de comunicação. Os fãs, no entanto, podem votar online em quais jogos eles acham que devem ganhar cada categoria.

### Categorias
Títulos em negrito venceram nas respectivas categorias:
| Jogo do Ano | Estúdio do Ano |
| --- | --- |
| - Grand Theft Auto V – Rockstar North/Rockstar Games - BioShock Infinite – Irrational Games/2K Games - Super Mario 3D World – Nintendo EAD/Nintendo - The Last of Us – Naughty Dog/Sony Computer Entertainment - Tomb Raider – Crystal Dynamics/Square Enix Europe | - Naughty Dog, por The Last of Us - Irrational Games, por BioShock Infinite - Rockstar North, por Grand Theft Auto V - The Fullbright Company, por Gone Home |
| Personagem do Ano | Melhor Jogo de Tiro |
| - The Lutece Twins, BioShock Infinite - Lara Croft, Tomb Raider - Trevor Philips, Grand Theft Auto V - Naiee and Nyaa, Brothers: A Tale of Two Sons | - BioShock Infinite – Irrational Games/2K Games - Battlefield 4 – DICE/Electronic Arts - Call of Duty: Ghosts – Infinity Ward/Activision - Metro: Last Light – 4A Games/Deep Silver                                                                                         |
| Melhor Jogo de Ação-aventura | Melhor Jogo de Esporte |
| - Assassin's Creed IV: Black Flag – Ubisoft Montreal/Ubisoft - Grand Theft Auto V – Rockstar North/Rockstar Games - The Last of Us – Naughty Dog/Sony Computer Entertainment - Tomb Raider – Crystal Dynamics/Square Enix Europe                                   | - NBA 2K14 – Visual Concepts/2K Games - FIFA 14 – EA Canada/Electronic Arts - MLB: The Show 14 – SCE San Diego Studio/Sony Computer Entertainment - NHL 14 – EA Canada/Electronic Arts                                                                                      |
| Melhor Jogo de RPG | Melhor Jogo Independente |
| - Ni no Kuni: Wrath of the White Witch – Level-5/Bandai Namco Entertainment - Final Fantasy XIV: A Realm Reborn – Square Enix Japan - Fire Emblem: Awakening – Intelligent Systems/Nintendo SPD/Nintendo - Pokémon X e Y – Game Freak/The Pokémon Company/Nintendo | - Gone Home – The Fullbright Company - Kentucky Route Zero – Cardboard Computer/Annapurna Interactive - Papers, Please – 3909 LLC - The Stanley Parable – Galactic Cafe |
| Melhor Jogo de Luta | Melhor Jogo de Corrida |
| - Injustice: Gods Among Us – NetherRealm Studios/Warner Bros. Games - Divekick – Iron Galaxy Studios - Killer Instinct – Double Helix Games/Microsoft Studios - Tekken Revolution – Namco Bandai Games                                                             | - Forza Motorsport 5 – Turn 10 Studios/Microsoft Studios - F1 2013 – Codemasters - Grid 2 – Codemasters - Need for Speed: Rivals – Ghost Games/Criterion Games/Electronic Arts                                                                                              |
| Melhor DLC | Melhor Jogo de Xbox |
| - Far Cry 3: Blood Dragon – Ubisoft Montreal/Ubisoft - Borderlands 2: Tiny Tina's Assault on Dragon Keep – Gearbox Software/2K Games - Dishonored: The Knife of Dunwall – Arkane Studios/Bethesda Softworks - Mass Effect 3: Citadel – BioWare/Electronic Arts     | - Brothers: A Tale of Two Sons – Starbreeze Studios/505 Games - BioShock Infinite – Irrational Games/2K Games - Grand Theft Auto V – Rockstar North/Rockstar Games - Tomb Raider – Crystal Dynamics/Square Enix Europe                                                      |
| Melhor Jogo de PlayStation | Melhor Jogo de Nintendo |
| - The Last of Us – Naughty Dog/Sony Computer Entertainment - Grand Theft Auto V – Rockstar North/Rockstar Games - Rayman Legends – Ubisoft Montpellier/Ubisoft - Tomb Raider – Crystal Dynamics/Square Enix Europe                                                 | - Super Mario 3D World – Nintendo EAD/Nintendo - Pikmin 3 – Nintendo EAD/Nintendo - Rayman Legends – Ubisoft Montpellier/Ubisoft - The Wonderful 101 – PlatinumGames/Nintendo SPD/Nintendo                                                                                  |
| Melhor Jogo de PC | Melhor Jogo Portátil |
| - Gone Home – The Fullbright Company - Battlefield 4 – DICE/Electronic Arts - Papers, Please – 3909 LLC - The Stanley Parable – Galactic Cafe | - The Legend of Zelda: A Link Between Worlds – Nintendo EAD/Nintendo - Animal Crossing: New Leaf – Nintendo EAD/Nintendo - Pokémon X e Y – Game Freak/The Pokémon Company/Nintendo - Tearaway – Media Molecule/Sony Computer Entertainment                                  |
| Melhor Jogo Casual | Melhor Jogo Mobile |
| - Animal Crossing: New Leaf – Nintendo EAD/Nintendo - Disney Infinity – Avalanche Software/Disney Interactive Studios - Plants vs. Zombies 2: It's About Time – PopCap Games/Electronic Arts - Skylanders: Swap Force – Toys for Bob/Activision                    | - Plants vs. Zombies 2: It's About Time – PopCap Games/Electronic Arts - Angry Birds Star Wars – Rovio Entertainment/LucasArts/Activision - Infinity Blade III – Chair Entertainment/Epic Games - Ridiculous Fishing – Vlambeer                                             |
| Melhor Ator de Voz | Melhor Atriz de Voz |
| - Troy Baker como Joel em The Last of Us - Troy Baker como Booker DeWitt em BioShock Infinite - Steven Ogg como Trevor Philips em Grand Theft Auto V - Willem Dafoe como Nathan Dawkins em Beyond: Two Souls                                                       | - Ashley Johnson como Ellie em The Last of Us - Courtnee Draper como Elizabeth em BioShock Infinite - Camilla Luddington como Lara Croft em Tomb Raider - Elliot Page como Jodie Holmes em Beyond: Two Souls                                                                |
| Melhor Trilha Sonora | Melhor Música para Jogo |
| - Grand Theft Auto V – Rockstar North/Rockstar Games - BioShock Infinite – Irrational Games/2K Games - Ni no Kuni: Wrath of the White Witch – Level-5/Bandai Namco Entertainment - The Last of Us – Naughty Dog/Sony Computer Entertainment                        | - '"Will the Circle Be Unbroken?", por Courtnee Draper e Troy Baker para BioShock Infinite - "A.D.H.D.", por Kendrick Lamar para Grand Theft Auto V - "Sleepwalking", por The Chain Gang of 1974 para Grand Theft Auto V - "Survival", por Eminem para Call of Duty: Ghosts |
| Jogo Mais Aguardado | |
| - Titanfall – Respawn Entertainment/Electronic Arts/Microsoft Studios - South Park: The Stick of Truth – Obsidian Entertainment/Ubisoft - Destiny – Bungie/Activision - Watch Dogs – Ubisoft Montreal/Ubisoft - The Witcher 3: Wild Hunt – CD Projekt RED          | |

## Jogos com múltiplas indicações e prêmios
| Indicações                            | Jogo |
| ------------------------------------- | ---- |
| 10                                    |      |
| Grand Theft Auto V                    |      |
| 9                                     |      |
| BioShock Infinite                     |      |
| 7                                     |      |
| The Last of Us                        |      |
| 6                                     |      |
| Tomb Raider                           |      |
| 3                                     |      |
| Gone Home                             |      |
| 2                                     |      |
| Animal Crossing: New Leaf             |      |
| Battlefield 4                         |      |
| Beyond: Two Souls                     |      |
| Brothers: A Tale of Two Sons          |      |
| Call of Duty: Ghosts                  |      |
| Ni no Kuni: Wrath of the White Witch  |      |
| Papers, Please                        |      |
| Plants vs. Zombies 2: It's About Time |      |
| Rayman Legends                        |      |
| Super Mario 3D World                  |      |
| The Stanley Parable                   |      |

| Prêmios | Jogo               |
| ------- | ------------------ |
| 4       | The Last of Us     |
| 3       | BioShock Infinite  |
| 2       | Gone Home          |
| 2       | Grand Theft Auto V |

## Descontinuação do evento
O anúncio da mudança de nome do Spike Video Game Awards para VGX à primeira vista foi encarado com estranheza pelos fãs. Apesar de a cerimônia ter amargurado uma reputação um tanto negativa, isso era encarado devido ao excesso e obsessão da Spike e da Viacom em tornar o foco da premiação em algo voltado a um show no estilo espetáculo, onde os jogos, por mais que fossem premiados e havia vários anúncios de outros em todo o evento, ficavam em segundo plano.
No entanto, segundo a Viacom, a decisão ia de acordo com o pedido dos fãs, em focar o VGAs em jogos, e com o ambiente mais íntimo e intrusivo de estúdio, poderiam trazer um evento ainda maior que antes, porém repleto de jogos, com demos estendidas, entrevistas com editoras e premiar os jogos com maior facilidade, por conta do evento ser pré-gravado.  Muitos se questionaram até onde essa promessa poderia ser cumprida, mas deram apoio a Spike e a Viacom para ver como funcionaria propriamente dito. 
Após o VGX 2013 ter sido encerrado, no entanto, não demorou para uma grande onda negativa surgir, onde o nome do evento foi para no topo dos "trending topics" do Twitter, mas apenas com críticas, vindas dos jornalistas e dos jogadores em geral. O consenso geral é que o evento foi excessivamente longo e cansativo, mas as críticas se voltaram em peso devido ao apresentador Joel McHale não ter tido qualquer pudor ao fazer piadas sérias e bastante críticas ao palco do evento, bem como ter feito diversos insultos para o público que estava assistindo o evento, e aos desenvolvedores presentes na cerimônia.
Devido ao fracasso na mudança do VGAs para VGX, não conseguindo atrair tanto público quanto originalmente se prometia, no final de 2014 a Spike revelou a descontinuação oficial do Video Game Awards. Em seu lugar, Geoff Keighley, que foi co-apresentador do VGX e produtor das cerimônias Spike VGAs entre 2006 até 2012, anunciou seu próprio show de premiação que tomaria o lugar do produzido pela Spike, sendo rebatizado de The Game Awards. A primeira cerimônia do evento ocorreu em dezembro de 2014, onde Dragon Age: Inquisition foi campeão no prêmio de Jogo do Ano.